# 公园街道 (淄博市)
公园街道，是中华人民共和国山東省淄博市张店区下辖的一个乡镇级行政单位。

## 行政区划
公园街道下辖以下地区：
西苑社区、齐赛园社区、小西湖社区、常青园社区、沁园社区、金信园社区、商园社区、王辛社区、北源社区、张辛社区和一里社区。

## 人口
2010年中国第六次人口普查时，公园街道共有人口58890人。共有家庭17916户，平均每户2.57人。14岁以下的少年儿童共5609人，占总人口9.524%；15-64岁人口共47791人，占总人口81.15%；65岁及以上的老年人共5490人，占总人口的9.322%。男性共计29550人，占总人口50.17%；女性共计29340，占总人口49.82%。本地居住的人口中，拥有本地户籍的人口为38199人，占64.86%。